# La Escondida (ort i Argentina)
La Escondida är en ort i Argentina.   Den ligger i provinsen Chaco, i den nordöstra delen av landet, 800 km norr om huvudstaden Buenos Aires. La Escondida ligger 67 meter över havet och antalet invånare är 3 948.
Terrängen runt La Escondida är mycket platt. Närmaste större samhälle är Makallé, 19,4 km sydost om La Escondida.
Omgivningarna runt La Escondida är huvudsakligen savann. Runt La Escondida är det glesbefolkat, med 9 invånare per kvadratkilometer.